# Robert Hrgota
Robert Hrgota, slovenski smučarski skakalec in trener, * 2. avgust 1988, Celje.
Hrgota je član kluba Costella SSK Velenje. Leta 2006 je kot član slovenske reprezentanco osvojil srebrno medaljo na svetovnem mladinskem prvenstvu v Kranju, leta 2007 pa še ekipni naslov svetovnih mladinskih prvakov v Trbižu. V kontinentalnem pokalu je dosegel osem uvrstitev na stopničke, od tega tri druga in pet tretjih mest. V svetovnem pokalu je debitiral 4. februarja 2007, ko je na tekmi v nemškem Titisee-Neustadtu zasedel 45. mesto. Prvo uvrstitev med dobitnike točk je dosegel na poletih v Oberstdorfu 14. februarja 2009, ko je dosegel 27. mesto. Najboljšo uvrstitev sezone je dosegel z 22. mestom 22. marca 2009 na poletih v Planici. Na Svetovnem prvenstvu v poletih 2010 v Planici je dosegel 30. mesto. 25. januarja 2014 je po štirih letih ponovno osvojil točke svetovnega pokala, ko je na tekmi v Saporu osvojil osemnajsto mesto in s tem tudi najboljšo uvrstitev v karieri. Decembra 2020 je po odstopu Gorazda Bertonclja postal glavni trener slovenske skakalne reprezentance. 